# Fritz Jacobsson
Fritz Mauritz Jacobsson, född 28 februari 1886 i Kalmar, död 8 juli 1950 i Bromma, var en svensk ingenjör.
Fritz Jacobsson var son till kustvakten Sven Johan Jacobsson. Efter mogenhetsexamen i Kalmar 1905 genomgick han Tekniska högskolan och utexaminerades därifrån 1908. Jacobsson var därefter anställd som ingenjör vid Bergman & co. AB i Stockholm och vid Södra Sveriges Ångpanneförenings elektriska avdelning i Malmö 1910–1912. Åren 1913–1915 var han distributionsingenjör vid Helsingborgs stads elektricitetsverk, och 1916–1919 var han maskiningenjör vid Helsingborgs kopparverk. 1919 knöts han till Älvkarleby kraftverk med stationering i Stockholm, först som byrådirektör och 1920–1929 som direktörsassistent. Åren 1930–1934 var Jacobsson byrådirektör i Vattenfallsstyrelsen. Från 1935 var han överingenjör vid Mellersta och norra Sveriges ångpanneförenings elektrotekniska avdelning i Stockholm. År 1914 företog Jacobsson en stipendieresa till USA för studier av elektriska högspänningsanläggningar. Väl insatt i elektrotekniska frågor blev han 1937 utsedd sakkunnig vid den av Axel Granholm ledda utredningen angående Sveriges elektriska stamlinjesystem. Jacobsson författade ett flertal uppsatser i elektrotekniska ämnen, bland annat Effektbehovet vid elektrisk uppvärmning av kyrkor... (1926). För konstruerandes av en så kallad varaktighetsmätare, avsedd att registrera varierande elektriska belastningar, erhöll Jacobsson 1937 Ingenjörsvetenskapsakademiens guldmedalj. Han är begravd på Södra kyrkogården i Kalmar.